# 520 Franziska
Franziska (asteroide 520) é um asteroide da cintura principal com um diâmetro de 28,67 quilómetros, a 2,6850471 UA. Possui uma excentricidade de 0,1065605 e um período orbital de 1 902,92 dias (5,21 anos).
Franziska tem uma velocidade orbital média de 17,18103683 km/s e uma inclinação de 10,96259º.
Este asteroide foi descoberto em 27 de Outubro de 1903 por Max Wolf e Paul Götz.